# Ratusz w Niepołomicach
Ratusz w Niepołomicach – budowla znajdująca się w Niepołomicach w województwie małopolskim w powiecie wielickim. W 1994 roku obiekt został wpisany do rejestru zabytków nieruchomych województwa małopolskiego.

## Historia
Niepołomicki ratusz jest budowlą neogotycką wybudowaną w 1903 roku według projektu architekta Jana Sas-Zubrzyckiego jako siedziba władz miejskich, z inicjatywy ówczesnego burmistrza Władysława Wimmera.

W stulecie wybudowania obiekt został odnowiony. W ratuszu ma swoją siedzibę Urząd Miasta i Gminy w Niepołomicach.

## Opis Architektoniczny
Osią kompozycji jest narożna, sześcioboczna, dwupiętrowa wieża. Dolna kondygnacja wieży zbudowana jest z ułożonych pasowo czarnej i czerwonej cegły, znajdują się tu niewielkie okna. W drugiej kondygnacji okna są większe i posiadają obramienia kamienne. W trzeciej od strony ulicy występują trzy ostrołukowe okienka, na innych polach wielobocznej bryły część okien zastąpione są przez wnęki. Parter od piętra oddziela gzyms z czarnej cegły (gzyms ten biegnie przez całą szerokość budowli). Ozdobą wieży jest także gzyms między drugą i trzecią kondygnacją, który przybiera postać pasa czarnej cegły z wątkiem skośnym z cegły czerwonej. Pod dachem znajduje się arkadowy gzyms kordonowy. Wieża przykryta jest przełamanym, wielospadowym dachem krytym karpiówką, z czterema drewnianymi dymnikami i wieżyczką z kutą chorągiewką i orłem.
Do wieży przylegają dwa skrzydła na planie prostokąta, ustawione pod kątem prostym. Skrzydło znajdujące się po prawej stronie zawiera wejście główne poprzedzone trzema ostrołukowymi arkadami w części parterowej. Powyżej gzymsu międzykondygnacyjnego, w drugiej kondygnacji, znajdują się trzy duże okna z kamiennymi obramieniami. Tę część ratusza zamyka trójkątny szczyt schodkowy ze sterczynami zawierający szeroką wnękę z dwoma ostrołukowymi oknami.

Drugie, lewe, dwuosiowe skrzydło przykryte dwuspadowym dachem, ma nieduże okna na dwu kondygnacjach, ze skromnym obramieniem kamiennym. Elewacja skrzydła ozdobiona jest ceglanym podokapowym gzymsem kostkowym. 
W roku 1990 odsłonięto pamiątkową tablicę poświęconą pochodzącemu z Niepołomic gen. Walerianowi Czumie – w setną rocznicę urodzin.

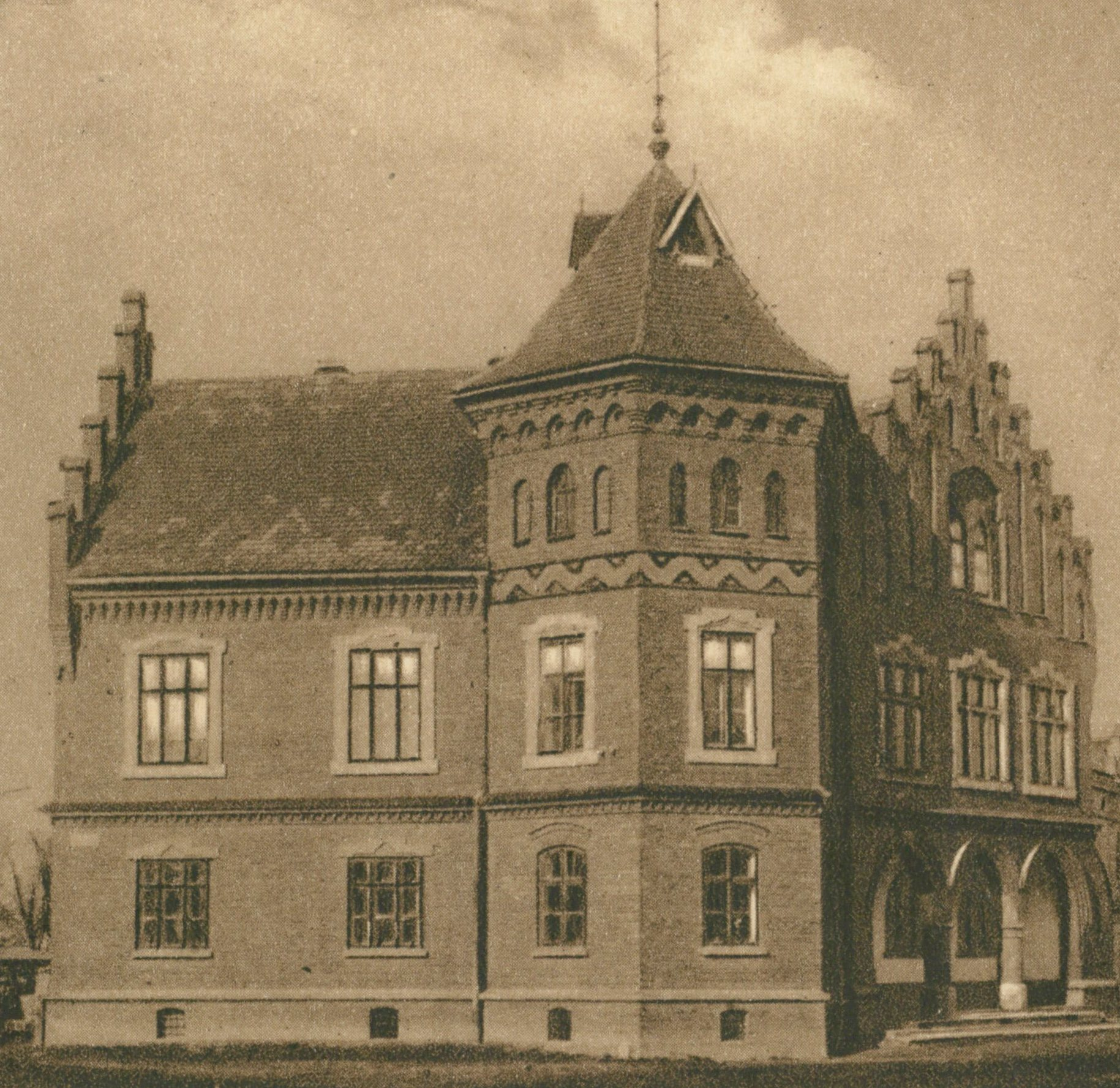
Ratusz w 1934
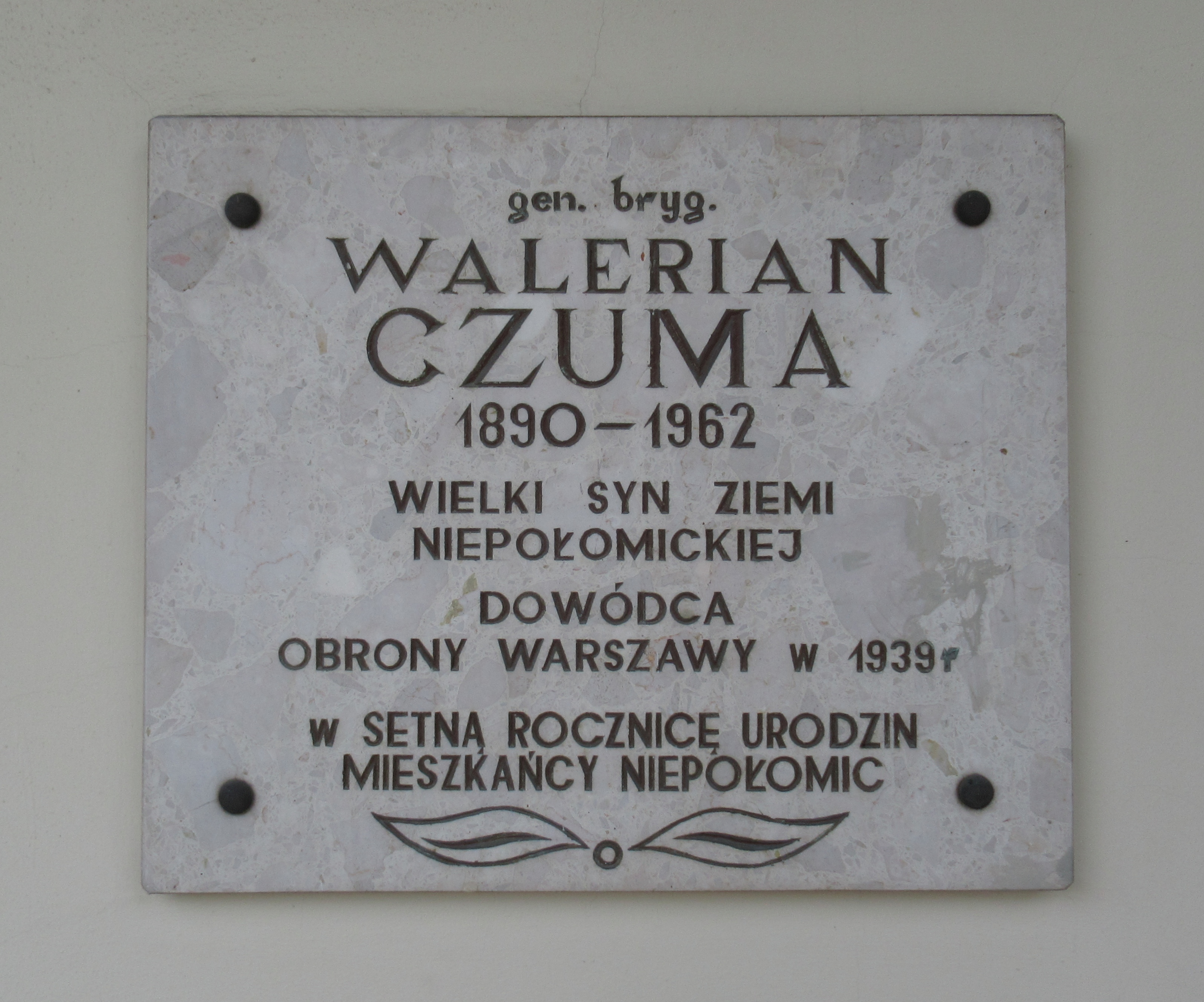
Tablica pamiątkowa